# Radoszyc
Radoszyc – dynastia chasydzka założona na przełomie XVIII i XIX wieku w Radoszycach przez rabina Isachara Dow Beera.
Ostatni cadyk z tej dynastii, Chaim Uriel Finkler, zmarł w getcie łódzkim